# 运江镇
运江镇，是中华人民共和国广西壮族自治区来宾市象州县下辖的一个乡镇级行政单位。

## 行政区划
运江镇下辖以下地区：
运江社区、芽村、水寨村、那敖村、保应村、三里村、上坪村、古坪村、友庆村、铜盆村、京岭村、山坳村、岩村、大曼村、都连村、新运村、石鼓村和思劳村。